# Abaiang
Abaiang eller Abaiangatollen (även Apaiang, tidigare Charlotte Island) är en ö i Mikronesien som tillhör Kiribati i Stilla havet.

## Geografi
Abaiang är en atoll bland Gilbertöarna och ligger cirka 7 kilometer nordöst om huvudön Tarawa.
Ön är en korallatoll och har en areal om ca 208 km² med en landmassa på ca 16,4 km². Atollen är ca 26 km lång och åtta  km bred och omsluter en stor lagun. Atollen omges av ett korallrev. Den högsta höjden är på endast fyra m ö.h. Aollen består av cirka 15 öar.
Befolkningen uppgår till ca 6 000 invånare fördelade på orterna Aonobuaka, Borotiam, Koinawa, Evena, Morikao, Tabontebike, Tabwiroa, Taburao, Takarano, Tanimaiaki, Tebanga, Tuarabu och Ubanteman.
Abaiang har en liten flygplats Abaiang Airport (flygplatskod "ABF") för lokalt flyg.

## Historia
Ön upptäcktes 1788 av brittiske kapten Thomas Gilbert på fartyget "Charlotte" och namngavs efter fartyget.
1820 namngav estnisk/ryske Adam Johann von Krusenstern öarna îles Gilbert och Gilbertöarna blev tillsammans med Elliceöarna slutligen ett brittiskt protektorat 1892. I januari 1915 blev området en egen koloni.
1857 anlände den amerikanske missionären Hiram Bingham till ön från Hawaii och byggde nära Koinawa 1859 den första kyrkan bland Gilbertöarna.
1939 grundades St. Josephs College i Tabwiroa som finns än idag och anses som en av de mest framstående skolor i Kiribati. Bland dess fd elever hittas även Anote Tong som blev Kiribatis president 2003.
Under andra världskriget ockuperades öarna åren 1941 till 1944 av Japan för att sedan återgå under brittisk överhöget.
1971 erhöll Gilbertöarna autonomi och blev i juli 1979 en självständig nation under namnet Kiribati.

## Inom kulturen
Atollen fungerade som inspiration och förebild till den fiktiva ön Escondida i Hugo Pratts serieroman Balladen om det salta havet. I vissa bokutgåvor av serieromanen återfinns en karta som påstås föreställa Escondida. Hela kartografin är dock tagen från Abaiang, något som den intervjuade Pratt villigt erkänt. Beskrivningen av atollen i serien blandar dock vyer från en atoll med kuperad terräng som mer liknar en vulkanö.